# Emberöltő
Az emberöltő mai jelentésében elsősorban az az idő, amely alatt az egy időben született gyerekek felnőnek, és maguk is szülőkorba lépnek, tehát 25-35 év, ez megegyezik a nemzedékek váltásának idejével.
Néha jelenti az emberéletet, legalábbis az átlagos emberi élethosszt, tehát kb. 60 évet. Maga Arany János is így értette a „Toldi” előhangjában:
Toldi Miklós képe úgy lobog fel nékem

majd kilenc-tíz ember-öltő régiségben –
mivel Nagy Lajos kora és a „Toldi” megírása között mintegy 500 év telt el. A szó egyébként itt bukkant fel elsőként a magyar irodalmi nyelvben, a költő bizonyára szülővidékének népnyelvében lelte; később ő maga is használta 'nemzedék' jelentésben a „Keveháza” című költeményében, a pusztító csata leírásában:
A széles völgy egy lábnyom

súlyos had óriás nyoma,

ki egyet toppantott, s ehol!

egy emberöltő nincs sehol.
Az emberöltőben az öltés képzete él: ahogy a varrásban az öltések, úgy öltődnek egymásba az emberéletek, együtt alkotva az emberiség létének szakadatlan szövedékét.